# Parc de Canalejas
El parc de Canalejas és el parc més antic de la ciutat valenciana d'Alacant. Està situat paral·lel a l'avinguda de Loring i al port esportiu, i és adjacent a l'Esplanada.
Va ser projectat en 1886 per l'arquitecte José González Altés sobre l'antic varador de la ciutat i està dedicat a la memòria del polític José Canalejas, que va ser diputat per Alacant. Enfront del parc es localitza el monument a Canalejas i en el seu interior, trobem la font coneguda com el Xiquet Flautista, així com dues parelles de gossos i lleons de pedra que van pertànyer a la finca Buenavista, situada a Sant Joan d'Alacant. Aquesta finca va ser donada pel seu propietari Manuel Prytz Antoine a l'Ajuntament d'Alacant durant la Segona República. En la dècada de 1940, font i escultures van ser traslladades al parc. Es troben també als jardins el monument a Carlos Arniches i un xicotet mapa d'Espanya en pedra.
Destaquen també al parc diversos exemplars de ficus monumentals, entre els quals destaca un de l'espècie Ficus elastica, amb un segle de vida.